# Moyenneville, Somme
Moyenneville är en kommun i departementet Somme i regionen Hauts-de-France i norra Frankrike. Kommunen ligger i kantonen Moyenneville som tillhör arrondissementet Abbeville. År 2022 hade Moyenneville 701 invånare.

## Befolkningsutveckling
Antalet invånare i kommunen Moyenneville
| Referens: INSEE |